# Horlești (Rediu), Iași
Horlești este un sat în comuna Rediu din județul Iași, Moldova, România.
În acest sat funcționează din 1965 o instituție de învățământ de stat pentru copii de vârstă preșcolară, primară și gimnazială.